# 허굉
허굉(許硡, 1471년 ~ 1529년 9월)은 조선 중기의 문신으로, 본관은 양천(陽川), 자는 굉지(硡之), 호는 징와(澄窩)이다. 허침(許琛)의 차남이자 허명(許銘)의 조부이다.

## 생애
1503년(연산군 9) 문과 별시(別試)에 급제했다.
1507년(중종 2) 지평(持平)이 되었는데, 이때 중종반정의 원종공신(原從功臣) 중에 공로도 없으면서 외람되이 상을 받은 자를 강경하게 탄핵하기도 했다.
1514년(중종 9) 직제학(直提學)에서 부제학(副提學)으로 승진해 당상관의 반열에 올랐으며, 이듬해 동부승지(同副承旨)와 예조참의(禮曹參議)를 거쳤다가 또 그 이듬해 전라도관찰사(全羅道觀察使)로 나갔다.
1517년(중종 12) 5월 18일 대사성(大司成)에 제수되면서 소환되었으며, 5월 28일 우부승지(友副承旨), 10월 20일 대사간(大司諫), 10월 28일 대사헌(大司憲), 이듬해 1월 우윤(右尹)을 거쳤다.
4월 진위사(陳慰使)로서 진향사(進香使)인 윤세호(尹世豪)와 함께 북경(北京)으로 떠났는데, 아직 북경에 있었던 중인 7월 이조참판(吏曹參判)에 제수되었다가 8월 동지중추부사(同知中樞府事)로 체직되었으며, 9월 귀국하자 북경에서 사 온 『역대통감찬요 歷代通鑑纂要』 한 질을 중종(中宗)에게 올렸다.
12월 예조참판(禮曹參判)으로 옮겼다가 또 그 이듬해 평안도관찰사(平安道觀察使), 1522년(중종 17) 함경도관찰사(咸慶道觀察使)로 나갔는데, 1524년(중종 19) 1월 함경도순변사(咸鏡道巡邊使) 조윤손(曺閏孫)이 여연(閭延)·무창(茂昌)에 정주한 야인(野人)을 정벌할 때 그를 후원해 큰 공을 세웠다.
6월 예조참판(禮曹參判), 8월 이조참판(吏曹參判), 이듬해 7월 예조판서(禮曹判書), 11월 이조판서(吏曹判書)를 거쳤으며, 1527년(중종 22) 사직하자 체직되어 다시 예조판서가 되었다.
1528년(중종 23) 7월 우찬성(右贊成)을 거쳐 9월 다시 평안도관찰사로 나갔는데, 이듬해 재직 중 졸했다. 향년 59세.

## 가족 관계
- 증조 - 허비(許扉)[6] : 양양도호부사(襄陽都護府使), 증(贈) 좌찬성(左贊成)
  - 조부 - 허손(許蓀)[6] : 재령군수(載寧郡守), 증 영의정(領議政), 양천부원군(陽川府院君)
    - 아버지 - 허침(許琛, 1444년 ~ 1505년) : 좌의정(左議政), 문정공(文貞公)
    - 어머니 - 영해도호부사(寧海都護府使) 류시(柳蒔)의 딸[6]
      - 형 - 허증(許磳)[6] : 영천군수(永川郡守)
      - 동생 - 허금(許䃢)[6]
      - 동생 - 허종(許磫)[6]
      - 부인 - 형조판서(刑曹判書) 김여석(金礪石, 1445년 ~ 1493년)의 딸[6]
        - 장남 - 허식(許埴)[7] : 허진(許晉, 1536년 ~ 1616년)의 조부
        - 차남 - 허경(許坰, 1511년 ~ ?)[7] : 수찬(修撰)
        - 3남 - 허우(許堣)[7] : 허명(許銘, 1539년 ~ ?)의 아버지
        - 사위 - 흥원군(興原君, 1498년 ~ 1555년)[7] : 이름은 이경(李瓊), 봉안군(鳳安君, ? ~ 1505년)의 아들